# غاز غول وحشی پاگودا
پاگودا غاز وحشی بزرگ (چینی: 大雁塔; پین‌یین: Dàyàn tǎ) پاگودا‌یی(بتکده) بودایی در جنوب  شی‌آن، استان  شاآنشی  چین است. بنای آن به سال ۶۵۲ در  زمان حکمرانی دودمان تانگ و در اصل به حال پنج طبقه ساخته شده است. این بنا در سال ۷۰۴ میلادی در زمان سلطنت ملکه زتیان بازسازی شد و  آجرنما بیرونی آن در طول سلسله مینگ تعمیر شد. یکی از کاربردهای بتکده برگزاری سوترا و نگهداری تندیسک‌های بودا بود که توسط بودایی ها و مسافران شوان‌زانگ از هند به چین آورده می‌شدند.

## نگارخانه

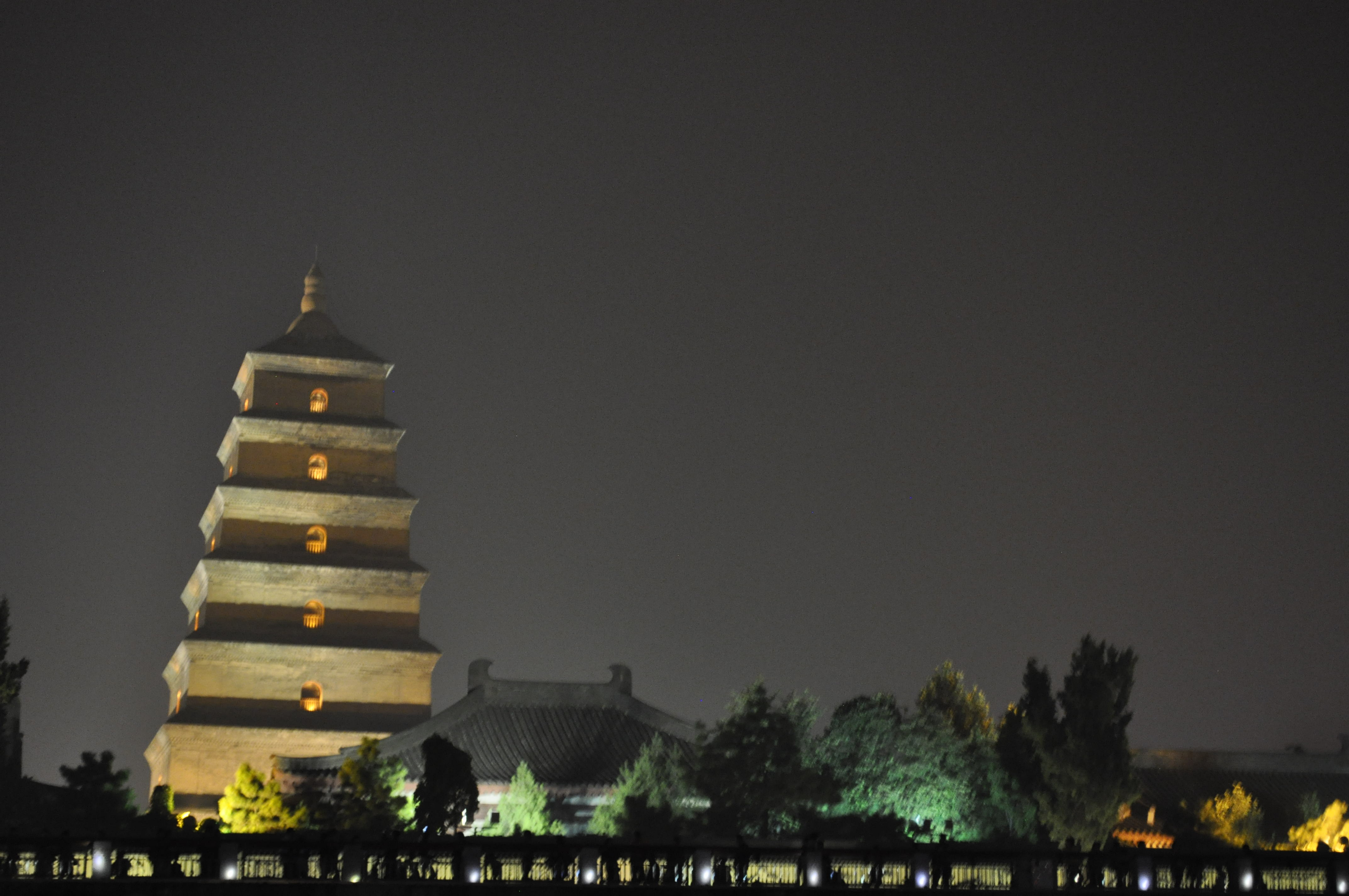
غاز غول وحشی در شب
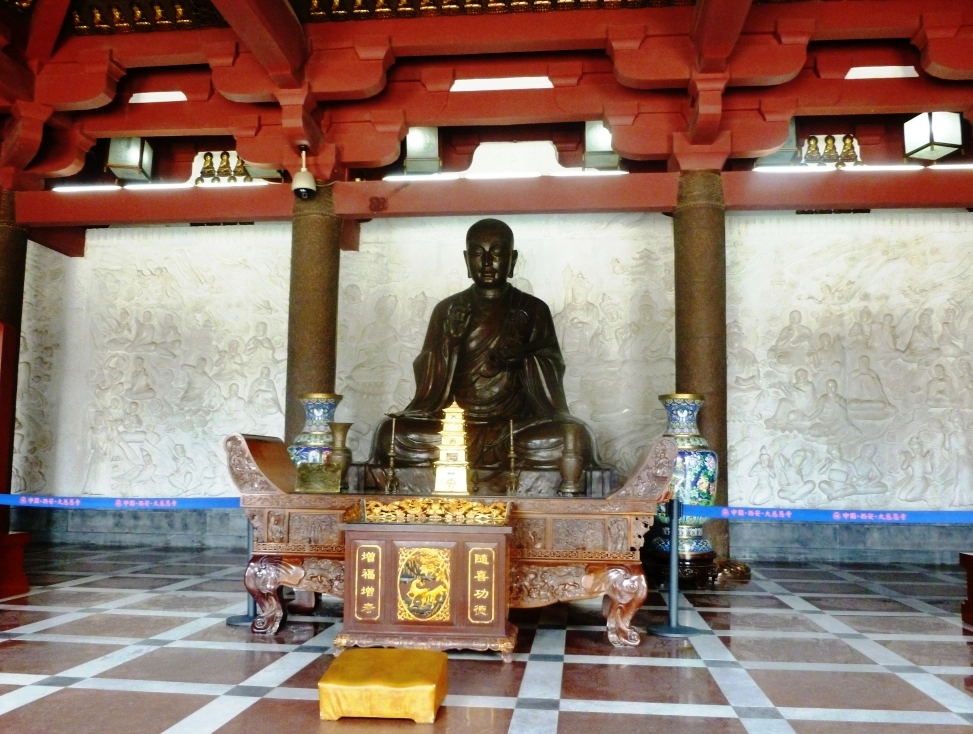
مجسمه شوانزن. غاز غول وحشی پاگوا.
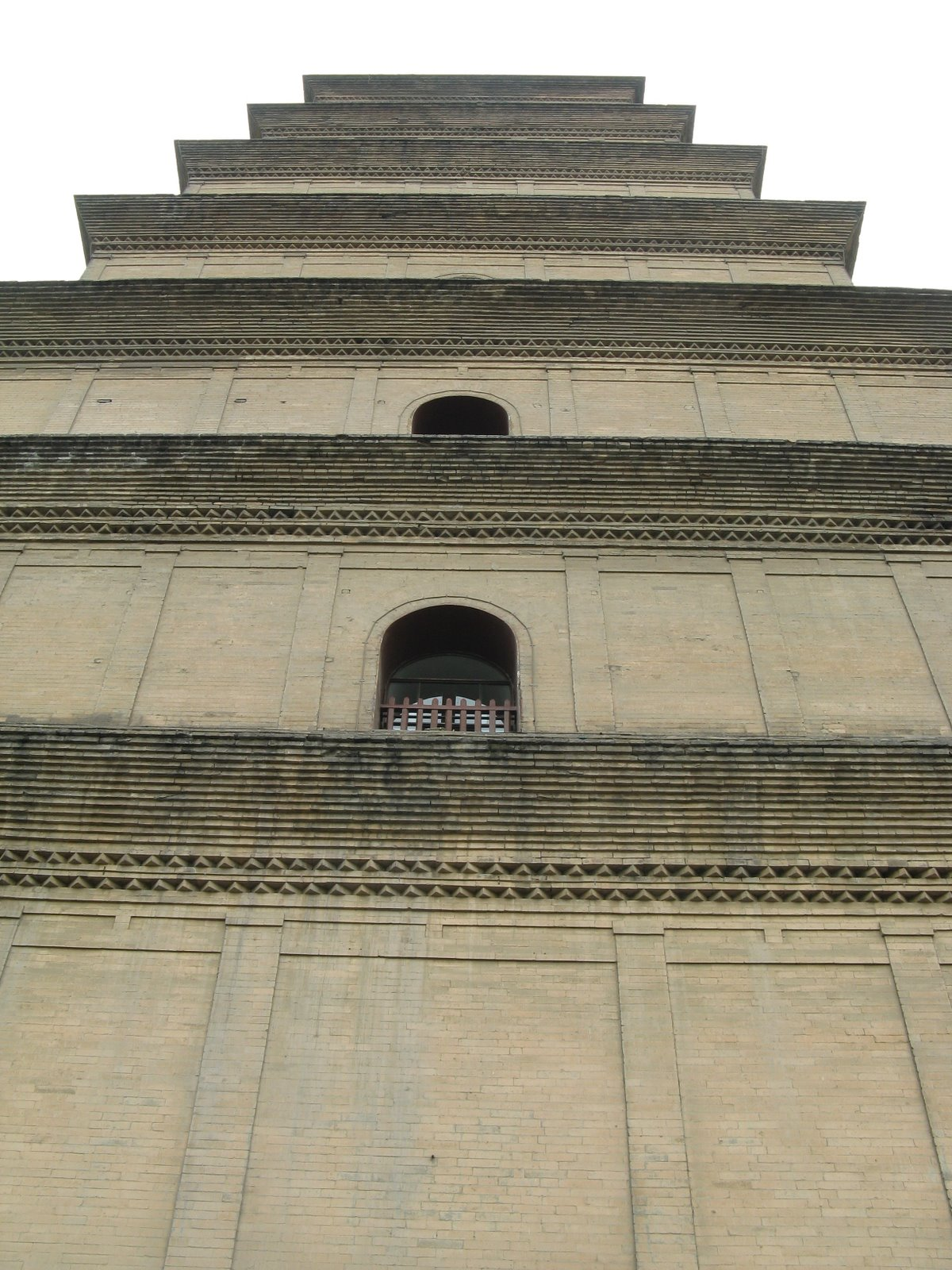
نمای نزدیک پیش آمدگی لبه بام و آجرهای بیرونی.
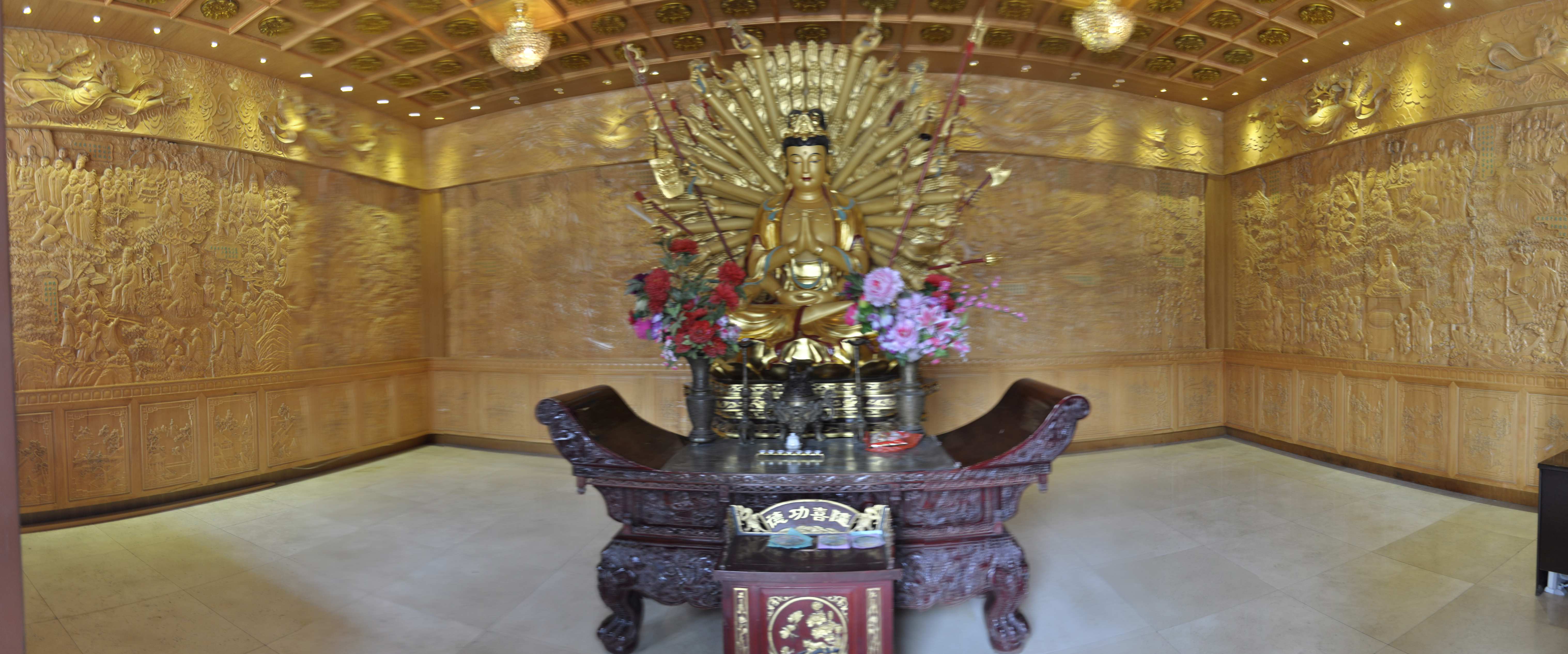
سالن آوالویتشوارا
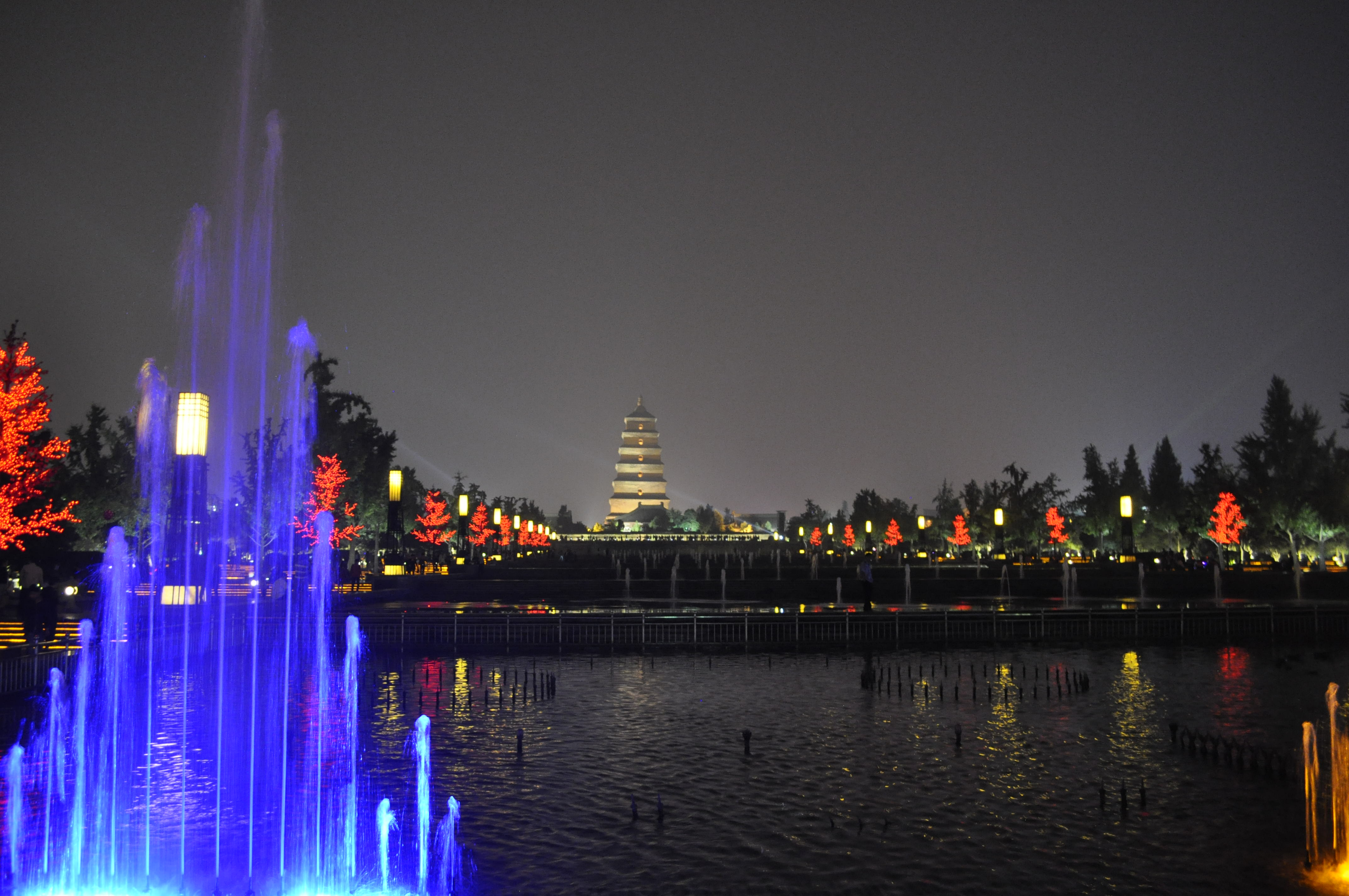
نمایی از پارک
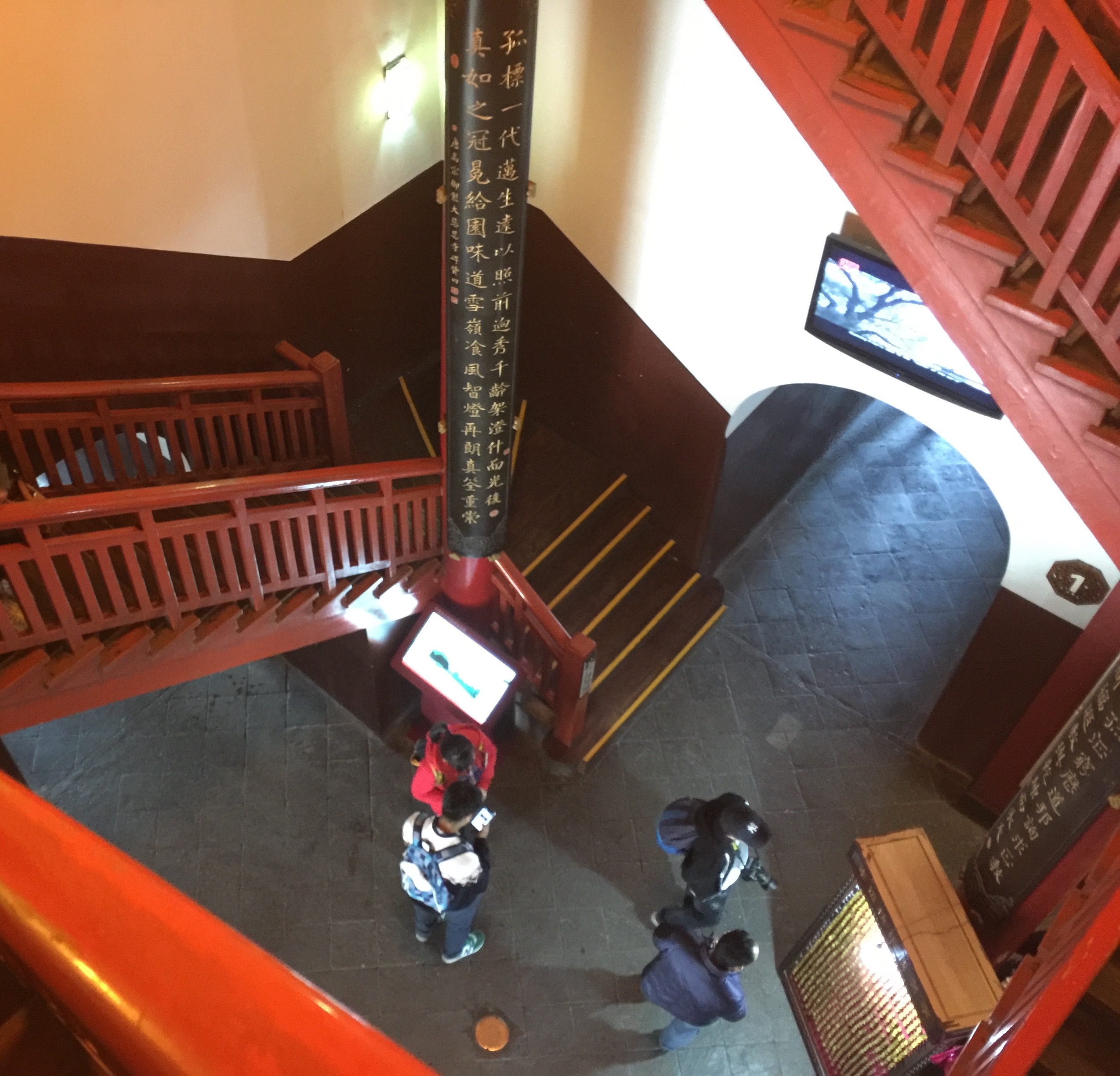
داخل پاگودا غاز وحشی بزرگ